# Cultura dell'Islanda
La cultura dell'islanda è ricca e varia, oltre ad essere conosciuta per il suo patrimonio letterario scritto da autori vissuti dal XII al XIV secolo. Altre arti tradizionali islandesi comprendono la tessitura, la gioielleria in argento e l'intaglio del legno. L'area di Reykjavík dispone di diversi teatri, un'orchestra sinfonica, un teatro d'opera e un gran numero di gallerie d'arte, librerie, cinema e musei. Vi sono anche quattro gruppi di danze popolari attivi in Islanda. Il suo tasso di alfabetizzazione è tra i più alti al mondo, e l'amore per la letteratura, l'arte, il gioco degli scacchi e altre attività intellettuali è molto diffuso.

## Arte
Il popolo dell'Islanda è molto famoso per la sua prosa e poesia; in particolare per le saghe e gli Edda.

### Architettura
L'architettura islandese ha attinto da quella della Scandinavia, e tradizionalmente, è stata influenzata dalla mancanza di alberi nativi sull'isola. Di conseguenza si è sviluppato l'impiego di erba e tappeti erbosi artificiali nei tratti di terreno antistanti le case. Il tradizionale prato islandese costruito dai coloni di Islanda era basato sull'analogo vichingo.

### Letteratura
L'Islanda ha prodotto diversi importanti autori come Guðmundur Kamban, Tómas Guðmundsson, Davíð Stefánsson, Jón Thoroddsen, Steinn Steinarr, Guðmundur G. Hagalín, Þórbergur Þórðarson e Jóhannes úr Kötlum.
Lo scrittore islandese più noto in assoluto è comunque il romanziere Halldór Laxness, premio Nobel per la letteratura nel 1955.
Le opere letterarie più conosciute del Paese sono le saghe islandesi, epopee in prosa ambientate nell'età degli insediamenti in Islanda. Le più famosa di queste sono la Njáls saga, imperniata su una faida epica, Grænlendinga saga e Eiríks saga, che descrivono la scoperta e la colonizzazione della Groenlandia e di Vinland (moderna Terranova). Egils saga, Laxdœla saga, Grettis saga, Gísla saga e Gunnlaugs saga ormstungu sono anche notevoli e popolari saghe islandesi.
W. H. Auden e Louis MacNeice scrissero Letters from Iceland (1937) per descrivere i loro viaggi attraverso il paese.
Nelle Operette Morali di Giacomo Leopardi celebre è il Dialogo della Natura e di un Islandese, espressione del pessimismo cosmico leopardiano. Ed è ambientato in Islanda il romanzo fantastico Viaggio al centro della Terra di Jules Verne.
In Islanda c'è la tradizione dell'Jólabókaflóð, che consiste nell'acquisto di libri tra i mesi di settembre e dicembre per poi scambiarli come regali natalizi.

### Pittura e scultura
I primi pittori professionisti di soggetti profani apparvero in Islanda soltanto nel XIX secolo. Questo gruppo di artisti comprendente Jóhannes Sveinsson Kjarval che era famoso per i suoi dipinti raffiguranti la vita di villaggio in Islanda. Ásmundur Sveinsson, uno scultore del XX secolo, era anche islandese. Einar Hákonarson è un pittore espressionista e figurativo che ha riportato la figura nella pittura islandese dal 1968. Egli è un pioniere nel panorama artistico islandese e nell'educazione artistica del paese ed è stato chiamato "Il crociato della pittura", a causa del suo coinvolgimento in quei conflitti che molti pittori islandesi avevano con i centri pubblici di belle arti. Egli è stato una forza trainante nella fondazione dell'associazione islandese Printmaking e il suo primo presidente.

## Atteggiamenti e costume
Gli islandesi hanno generalmente una tradizione liberale particolare dei paesi nordici, simile a quelle di Norvegia e Svezia. Eppure, una chiave importante per capire gli islandesi e la loro cultura (che li differenzia dalla maggior parte dei popoli nordici) è la grande importanza che attribuiscono all'indipendenza e all'autosufficienza.
Nel giugno 2005, un'analisi sull'opinione pubblica, condotta dall’Eurobarometro della Commissione europea ha riportato che oltre l'85% degli islandesi ha trovato l'indipendenza "molto importante", in contrasto con la media UE-25 del 53%, il 47% per i norvegesi e il 49% per i danesi.
Gli islandesi sono orgogliosi della loro eredità vichinga e della lingua islandese e fanno molta attenzione a preservare le loro tradizioni e la lingua. Il moderno islandese resta vicino al norreno parlato dai vichinghi. Per esempio, la parola per indicare il computer (un oggetto introdotto) è tolva che unisce i termini antichi per numero e veggente.
Fino alla cristianizzazione dell'Islanda, erano fortemente radicate molte credenze tradizionali delle quali alcune rimangono ancora oggi. Secondo un articolo del New York Times del 2005, la maggioranza degli islandesi crede negli elfi o non sono disposti a escludere la loro esistenza. Ci sono un certo numero di evidenze di strade che sono state deviate e progetti di costruzione modificati o abbandonati per evitare di disturbare gli scogli, dove si crede vivano gli elfi.
La società e la cultura islandese hanno un alto grado di parità di genere, con molte donne in posizioni di leadership nel governo e nelle imprese. L'Islanda ha anche una legislazione sui diritti dei gay fortemente progressista, con le coppie che hanno potuto registrare unioni civili dal 1996, adottare figli dal 2006 e sposarsi dal 2010. Le donne mantengono il loro nome dopo il matrimonio, dal momento che gli islandesi in genere non utilizzano cognomi ma patronimici o (in alcuni casi) matronimici (vedi nomi islandesi).
L'Islanda ha anche la legge più ampia e progressista sulla protezione dei bambini. Il nuovo Atto sui bambini, approvato nel marzo 2003 e in vigore dal 1º novembre 2003, non solo inserisce l'Islanda nella lista di venticinque nazioni che hanno bandito le sculacciate, ma vieta l'abuso verbale ed emotivo e rende prioritaria la protezione dei minori. La violenza fisica o psichica è punibile con la reclusione e/o una multa, e non vi è alcuna difesa legale.
Nel 2006, l'Islanda è stata classificata al quarto posto come nazione più felice al mondo da uno studio scientifico indipendente.
Fra le feste locali e nazionali vi è l'annuale giornata nazionale, che celebra l'indipendenza del paese avvenuta nel 1944, Sumardagurinn fyrsti che celebra il primo giorno di estate e Sjómannadagurinn che si tiene ogni anno a giugno per rendere omaggio al passato marinaro del paese.
Iceland Review è la rivista islandese più antica e famosa, scritta in lingua inglese.
Nordicum-Mediterraneum è un forum internazionale e interdisciplinare per la presentazione, discussione e scambio di idee e risorse legate al mondo Mediterraneo e Nordico, pubblicato dall'Università di Akureyri. In particolare Nordicum-Mediterraneum studia i legami tra l'Islanda e l'Italia, dal punto di vista storico, culturale, economico, politico, scientifico, religioso e artistico; analizza poi le origini comuni e le tradizioni intrecciate delle comunità del Nord eurasiatico - Nordicum - e del Sud - cioè Mediterraneum.

## Cucina

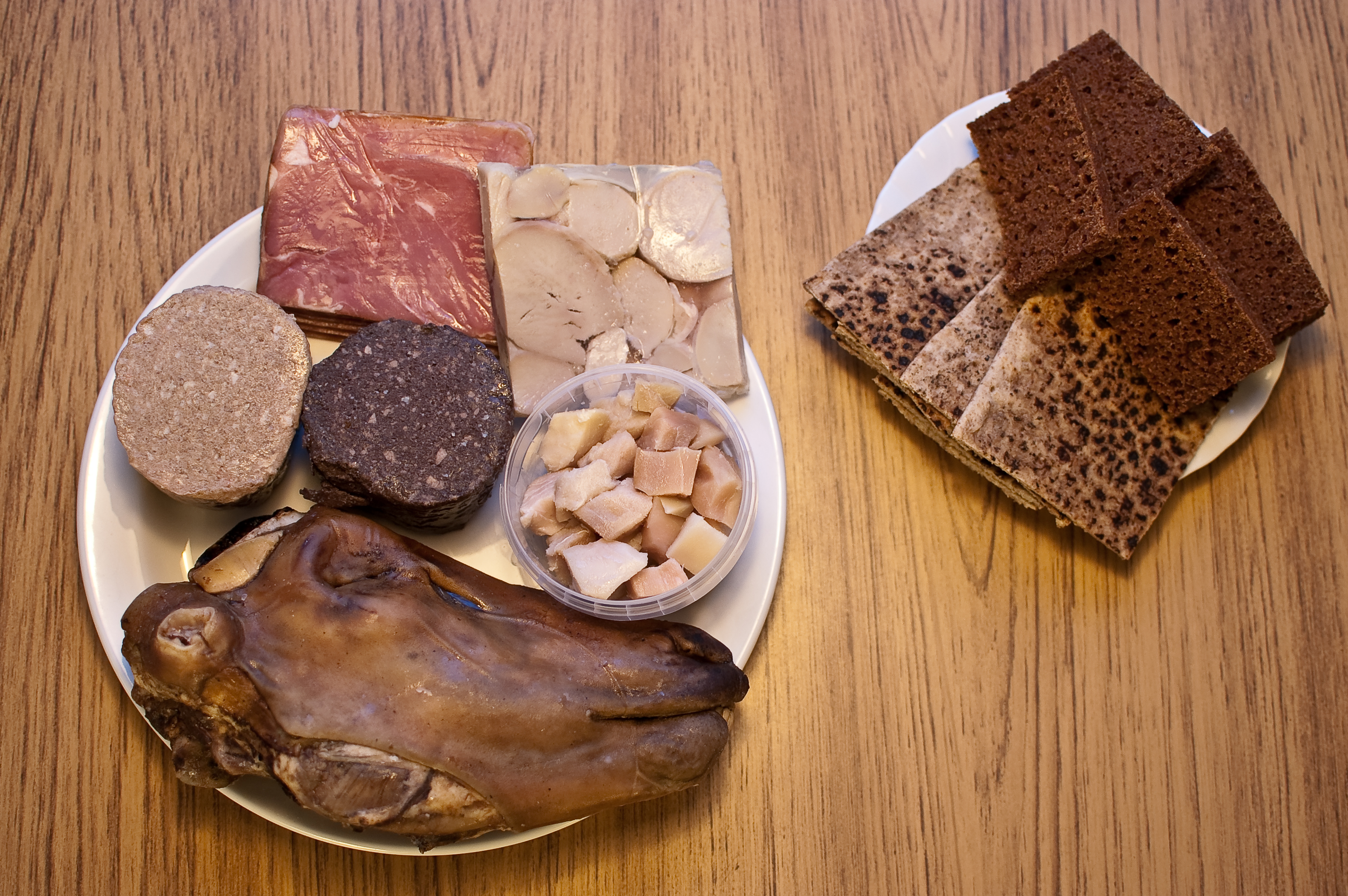
Il tipico Þorramatur islandese.

L'Islanda offre una grande varietà di cibi tradizionali. Il Þorramatur (cibo di þorri) è il piatto nazionale islandese. Oggi il þorramatur viene principalmente consumato nei paesi nordici nel mese di þorri, in gennaio e febbraio, come tributo all'antica cultura. Il Þorramatur è costituito da differenti tipi di cibo. Questi sono per lo più frattaglie, come i testicoli di montone marinato, squalo putrefatto, di teste di pecore alla brace, marmellata di testa di pecora, sanguinaccio, salsiccia di fegato (simile alla scozzese haggis) e pesce secco (spesso merluzzo o eglefino), con o senza burro.
La maggior parte della cucina islandese è incentrata sull'industria della pesca. I piatti tradizionali comprendono hákarl (squalo putrefatto), graflax (salmone marinato in sale e aneto), hangikjöt (agnello affumicato), hrútspungar (testicoli di montone in salamoia), e slátur (salsicce di interiora di pecora). Un alimento popolare è lo skyr una sorta di yogurt fatto con latte scremato fermentato che, nel periodo estivo, può essere servito con mirtilli come dessert. Il Brennivín è un liquore islandese realizzato con patate e cumino.

## Istruzione
Il sistema di istruzione in Islanda è ispirato al sistema danese, e ci sono quattro livelli scolastici: pre-scuola, obbligatoria, secondaria inferiore e superiore. L'istruzione è obbligatoria per i bambini dai sei ai sedici anni. La maggior parte delle istituzioni sono finanziate dallo Stato, ci sono pochissime scuole private nel paese. Il Ministero della Pubblica Istruzione, Scienza e Cultura ha la giurisdizione sulla responsabilità educativa. Nel corso degli anni, il sistema educativo è stato decentralizzato e la responsabilità dell'Istruzione primaria e secondaria inferiore spetta alle autorità locali. Lo Stato gestisce l'istruzione secondaria superiore. Gli studenti possono uscire a 16 anni o continuare fino all'età di 20 anni.

## Spettacolo
L'Islanda è il luogo in cui si svolge la serie televisiva per bambini LazyTown (Latibær), creata da Magnús Scheving. Essa è divenuta un fenomeno enorme per bambini e adulti ed è stata trasmessa in più di 98 paesi, tra cui Stati Uniti, Canada, Svezia e America Latina. I LazyTown Studios si trovano a Garðabær.
Dal 2004, ogni anno alla fine di settembre ha luogo il Reykjavík International Film Festival, festival internazionale del cinema.
Sempre nell'ambito cinematografico la figura più importante è quella di Friðrik Þór Friðriksson, regista, sceneggiatore e produttore: nel 1987 ha fondato la Icelandic Film Corporation, la principale società di produzione islandese e nel 1991 il film da lui diretto, Figli della natura, è stato candidato all'Oscar come miglior pellicola straniera. Nel 2002 ha riscosso un buon successo internazionale il film Nói albinói, scritto e diretto dal regista e sceneggiatore Dagur Kári. Kári, tra le altre cose, è figlio di Pétur Gunnarsson, scrittore, poeta, nonché autore di canzoni, molto famoso in patria.
Recentemente è salito alla ribalta il regista, sceneggiatore, produttore e attore Baltasar Kormákur considerato uno dei cineasti più acclamati della nuova generazione, nonché vincitore di numerosi premi a livello internazionale. I suoi film si sono spesso rivelati sorprendenti successi al botteghino, pur trattando frequentemente tematiche anche molto difficili. il suo primo film da regista, 101 Reykjavík, è divenuto e continua ad essere tuttora un fenomeno internazionale, consentendogli di aggiudicarsi tra gli altri un Edda Award per la miglior sceneggiatura e un Premio Discovery al Toronto Film Festival. Kormákur è approdato a produzioni straniere dirigendo film come Contraband e Everest.
Nel 2015 viene prodotta Ófærð, ideata da Kormákur, definita daI quotidiano DV come la serie televisiva più costosa mai realizzata in Islanda, stimando un costo complessivo di circa un miliardo di corone islandesi, pari a oltre sei milioni e mezzo di euro, mentre le produzioni più onerose islandesi si aggirano solitamente tra i cento e i duecento milioni di corone. Per 75 milioni di corone è stata finanziata dal programma Creative Europe dell'Unione europea.

## Tecnologia
L'Islanda è uno dei paesi più tecnologicamente avanzati e dal collegamento digitale più diffuso al mondo. Essa ha il più alto numero pro capite di collegamenti a internet a banda larga nei paesi OCSE.

## Islandesi

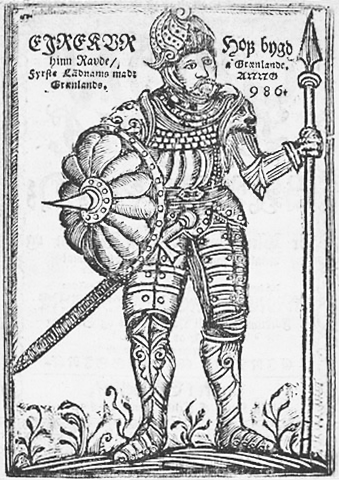
Erik il Rosso fu il primo europeo ad esplorare la Groenlandia.

Fra i primi islandesi più famosi si possono annoverare Erik il Rosso (Eiríkur Thorvaldsson), che scoprì e colonizzò la Groenlandia nel 982, e suo figlio Leif Ericsson, che introdusse il cristianesimo in Groenlandia e scoprì il continente nordamericano (nell'anno 1000 circa). 
Due patrioti e statisti famosi furono il vescovo Jón Arason, che ha guidato la lotta per la libertà contro il potere dei re danesi e Jón Sigurðsson, eroe nazionale islandese, campione della lotta per l'indipendenza. Vigdís Finnbogadóttir che guidò per quattro mandati consecutivi l'Islanda come presidente nel periodo 1980-1996, diventando la prima donna eletta alla presidenza di una repubblica.
Scrittori di spicco sono stati Ari Þorgilsson, padre della storiografia islandese, Snorri Sturluson, autore del famoso Edda, una raccolta di miti nordici e Hallgrímur Pétursson, autore degli amati Inni della passione dell'Islanda. Fra i poeti principali si ricordano Bjarni Thorarensen e Jónas Hallgrímsson, pionieri del movimento romantico in Islanda, Matthías Jochumsson, autore dell'inno nazionale, Þorsteinn Erlingsson, lirico, Einar Hjörleifsson Kvaran, un pioniere del realismo nella letteratura islandese e un eccellente scrittore di racconti, Einar Benediktsson, ritenuto come uno dei più grandi poeti moderni islandesi, Jóhann Sigurjónsson, che ha vissuto gran parte della sua vita in Danimarca e ha scritto molti lavori teatrali basati sulla storia e le leggende islandesi oltre che a opere in versi e il romanziere Halldór Laxness, che ha ricevuto il Premio Nobel per la letteratura nel 1955.
Stefán Stefánsson è stato un pioniere della botanica in Islanda e Helgi Pjeturss, geologo e filosofo è stato un'autorità nello studio dell'era glaciale e della geologia dell'Islanda. Einar Jónsson, grande scultore è presente con sue opere in molti musei in Europa e America.
L'ex campione del mondo di scacchi Bobby Fischer divenne cittadino islandese nel 2005. Il pianista e compositore russo Vladimir Ashkenazy venne naturalizzato islandese nel 1972.

## Lingua
La lingua principale dell'Islanda è l'islandese, una lingua con grandi flessioni germaniche settentrionali, ma anche le lingue danese e inglese sono insegnate nelle scuole. Il purismo linguistico è fortemente sostenuto in Islanda, nel tentativo di impedire prestito linguistico nel linguaggio corrente. Invece i neologismi sono coniati da radici islandesi, creando una parola composta per descrivere nuovi concetti. È spesso il caso di vecchie parole non più utilizzabili, che vengono riciclate con un nuovo significato. Va notato, tuttavia, che persistono alcuni prestiti linguistici e molti di questi, la maggior parte anglicismi, sono utilizzati nel linguaggio quotidiano.

## Tempo libero

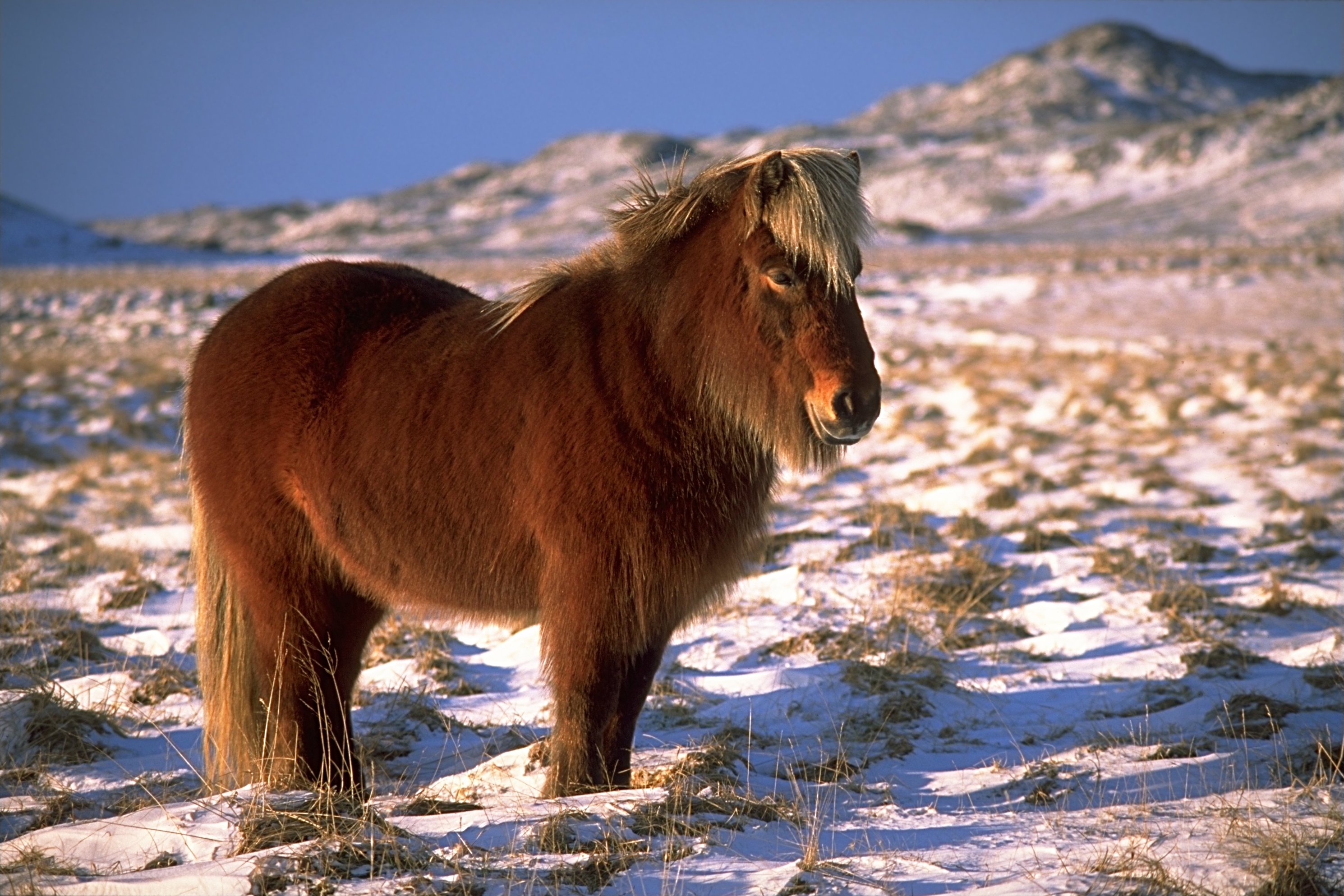
Un cavallo islandese in inverno.

Sport popolari sono principalmente: calcio, atletica leggera, pallamano e basket.
Il gioco degli scacchi gode di un'antica tradizione. I club di scacchi del paese hanno dato vita a molti Grandi maestri, tra cui Fridrik Ólafsson, Jóhann Hjartarson, Margeir Pétursson e Jón Árnason. La glíma è una forma di lotta che è ancora praticata in Islanda e si pensa abbia avuto origine con i vichinghi. Il nuoto e l'ippica sono popolari come attività di svago non competitive. Il golf è particolarmente diffuso e circa un islandese su otto lo pratica regolarmente.
La pallamano è spesso considerata come lo sport nazionale, e la squadra nazionale è fra le più forti del mondo. Le islandesi sono invece relativamente forti nel calcio e la squadra femminile del paese si trova intorno alla diciottesima posizione nel rank FIFA.
L'arrampicata su roccia e quella su ghiaccio sono fra gli sport preferiti dagli islandesi. Ad esempio la scalata del monte Þumall (1270 metri) a Skaftafell è una sfida per molti avventurosi scalatori, ma l'arrampicata è considerata adatta a tutti ed è un tipo di attività molto comune nel tempo libero. L'Hvítá, tra i molti altri fiumi glaciali islandesi, attrae canoisti e rafter fluviali da tutto il mondo.

## Musica
La musica islandese ha molte attinenze con la musica nordica e comprende elementi di musica popolare tradizionale e del folklore locale. Si ricorda il gruppo musicale Voces Thules interprete di un repertorio di musica medievale. L'unico gruppo del quale si trovano dischi fuori dal paese è Islandica.
L'inno nazionale islandese è "Lofsöngur", scritto da Matthías Jochumsson su musica di Sveinbjörn Sveinbjörnsson. Il testo fu scritto nel 1874 quando l'Islanda celebrò il millennio da primo insediamento. Sotto forma di inno, venne pubblicato con il titolo Inno in commemorazione dei primo millennio islandese.

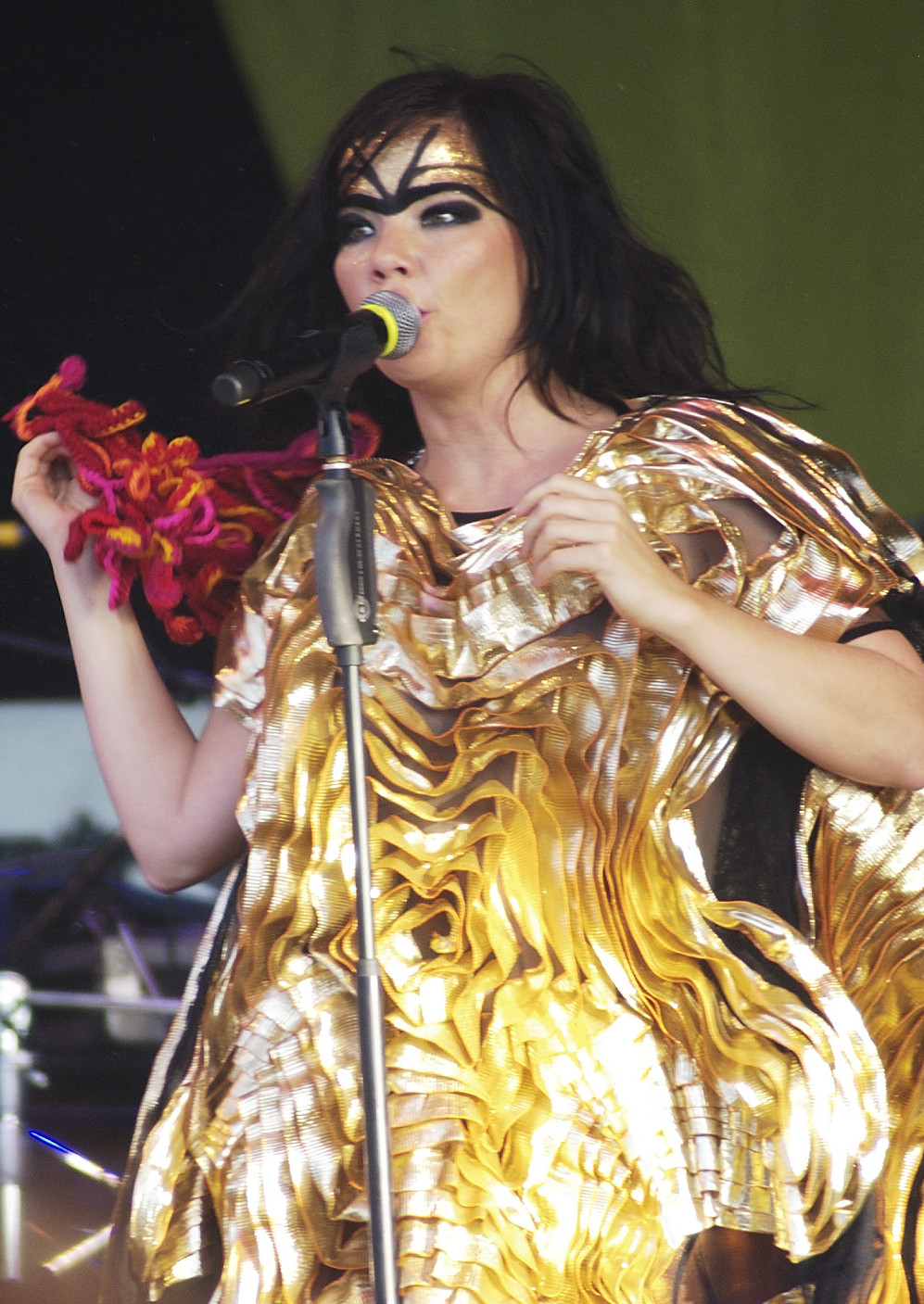
Björk al Big Day Out in Victoria.

La musicista islandese più famosa al mondo è sicuramente Björk, il cui stile istrionico abbraccia molti diversi generi (alternative rock, trip hop, elettronica, jazz, etc.). Noti sono anche i The Sugarcubes, che ebbe successo negli anni 1980 e 1990, i Sigur Rós e i Múm, band esponenti del dream pop e del post-rock; gli Of Monsters and Men, gruppo pop con influenze folk; i GusGus, formazione dedita alla musica elettronica; così come la cantautrice Emilíana Torrini che, oltre che per sé stessa, ha scritto brani anche per Madonna e Kylie Minogue. Ha ottenuto grande successo, davanti a un pubblico di circa 150 milioni di telespettatori, Yohanna all'Eurovision Song Contest 2009 con il brano Is it true. L'Islanda è anche patria di Vratyas Vakyas, fondatore e unico membro della one man band folk metal Falkenbach. Un altro gruppo musicale sono gli Skálmöld che cantando unicamente i testi in lingua madre promuovono tradizioni e le mitologie vichinghe collegate. Altri gruppi poco conosciuti sono i Trúbrot, gli Icecross e i Náttúra, attivi nei primi anni Settanta.
Tra il 2020 e il 2021 il cantante Daði Freyr è diventato famoso in Europa per la canzone Think About Things e per la canzone 10 Years, che rispettivamente hanno rappresentato l'Islanda all'Eurovison 2020 (poi cancellato) e all'Eurovision Song Contest 2021 dove poi si è classificato 4° con 378 punti

## Religione
La prima religione in Islanda fu inizialmente quella vichinga basata sulla mitologia norrena. Più tardi la nazione divenne parzialmente cristiana e quindi quasi completamente cristiana. Questa crescente cristianizzazione culminò nel pietismo quando vennero scoraggiati gli spettacoli profani. Attualmente la popolazione è in modo schiacciante luterana. Tuttavia ci sono anche cattolici, Testimoni di Geova, mormoni, musulmani e altri credenti. Ci sono anche credenze popolari in materia di elfi che non si elevano al livello di religione, ma hanno acquisito una certa notorietà.

## Turismo
Una delle attrazioni turistiche più popolari in Islanda è la visita delle sorgenti termali e piscine che si possono trovare in tutto il paese, come la Blaa Lónið (la Laguna Blu) sulla penisola di Reykjanes nei pressi dell'Aeroporto Internazionale di Keflavík.

## Trasporti
In Islanda non esistono ferrovie. Il paese ha un'estesa rete stradale e una strada costiera che circonda l'intera isola. I trasporti marittimi ed aerei sono anch'essi diffusi e collegano i maggiori centri.